# Yuelin Shiguan
Yuelin Shiguan (chiń. upr. 月林师观; chiń. trad. 月林師觀; pinyin Yuèlín Shīguān; kor. 월림사관 Wollim Sagwan; jap. Getsurin Shikan; wiet. Nguyệt Lâm Sư Guan; ur. 1143, zm. 1217) – chiński mistrz chan okresu dynastii Song.

## Życiorys
O życiu tego mistrza zachowało się bardzo niewiele informacji. Wiadomo, że ok. roku 1200 nauczał w klasztorze Wanshou („Długiego Życia”) w Suzhou. Pamięta się o nim dzisiaj głównie dlatego, iż przeniósł Dharmę chanu linji do słynnego mistrza Wumena Huikaia.

## Linia przekazu Dharmy zen
- 45/18 Yangqi Fanghui (992–1049) odgałęzienie yangqi
  - 46/19 Baiyun Shouduan (1025–1072)
    - 47/20 Wuzu Fayan (1024–1104)
      - 48/21 Kaifu Daoning (1053–1113)
        - 49/22 Yue’an Shanguo (1079–1152)
          - 50/23 Laona Zuzheng (Dahong Zuzheng) (bd)
            - 51/24 Yuelin Shiguan (1143–1217)
              - 52/25 Wumen Huikai (1183–1260)
                - 53/26 Zhangsan (bd)
                - 53/26/1 Shinchi Kakushin (1207–1280) Japonia linia przekazu hottō
                  - 54/27/2 Kohō Kakumyō (1271–1361)
                    - 55/28/3 Jiun Myōi (1273–1345)
                    - 55/28/3 Bassui Tokushō (1327–1387)
                      - 56/29/4 Shunō Reizan (1344–1408)